# 謝方樽
謝方樽（?—?），江蘇省常熟辛庄人，清乾隆時代讼师。

## 生平
本是一秀才，作訟師以求糊口。與楊瑟巖、馮執中、諸福寶合稱江南四大讼师。